# Stabo
Die stabo Elektronik GmbH ist ein deutsches Unternehmen im Bereich Funktechnik. Der Schwerpunkt des Produktsortiments liegt im Bereich CB-Funk, daneben werden Geräte für Kurzstreckenfunk und Betriebsfunk sowie Haussicherheitsprodukte vertrieben. stabo stellte in den sechziger Jahren auch Experimentierbaukästen mit dem Schwerpunkt Radio und Niederfrequenz her.
Zwischen 1963 und 1979 produzierte stabo Modell-Autorennbahnen unter dem Namen Stabo Car.

## Geschichte

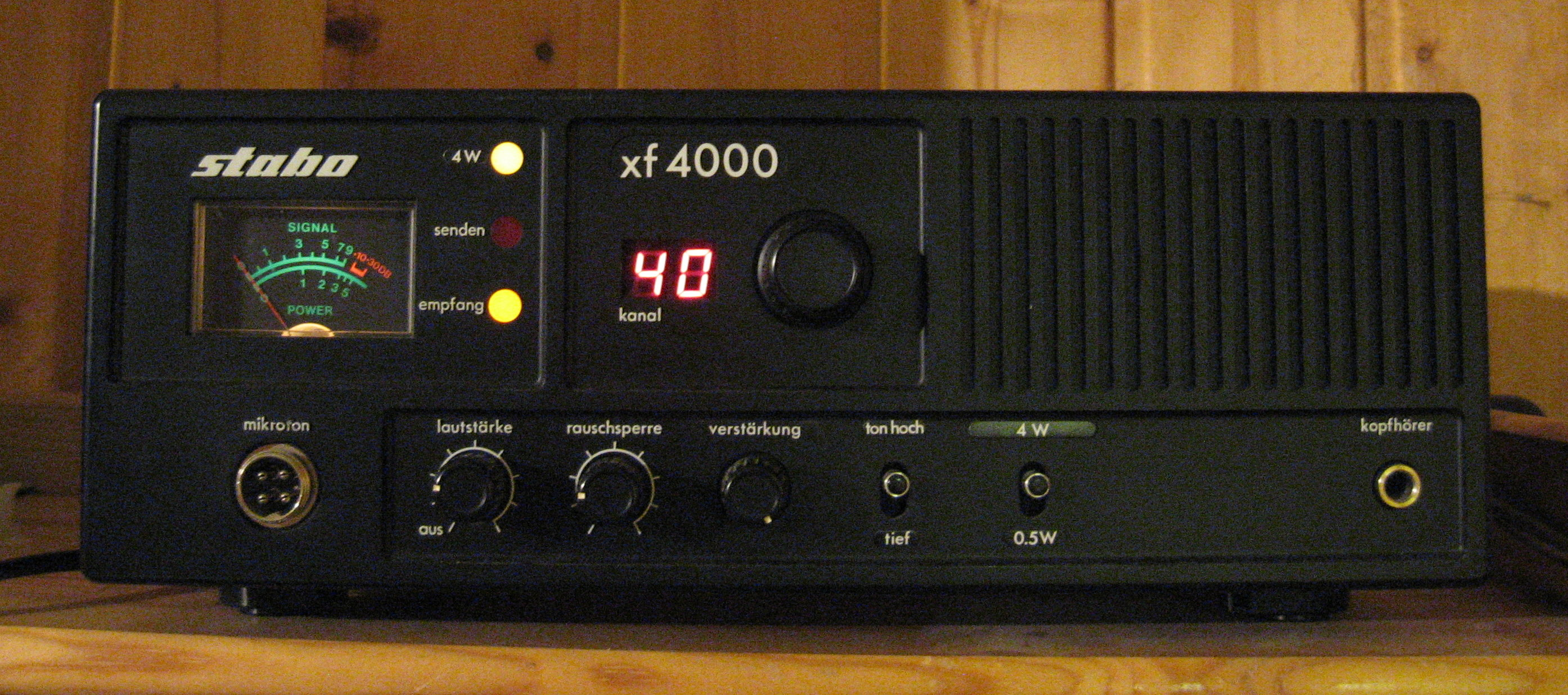
CB-Heimstation XF4000

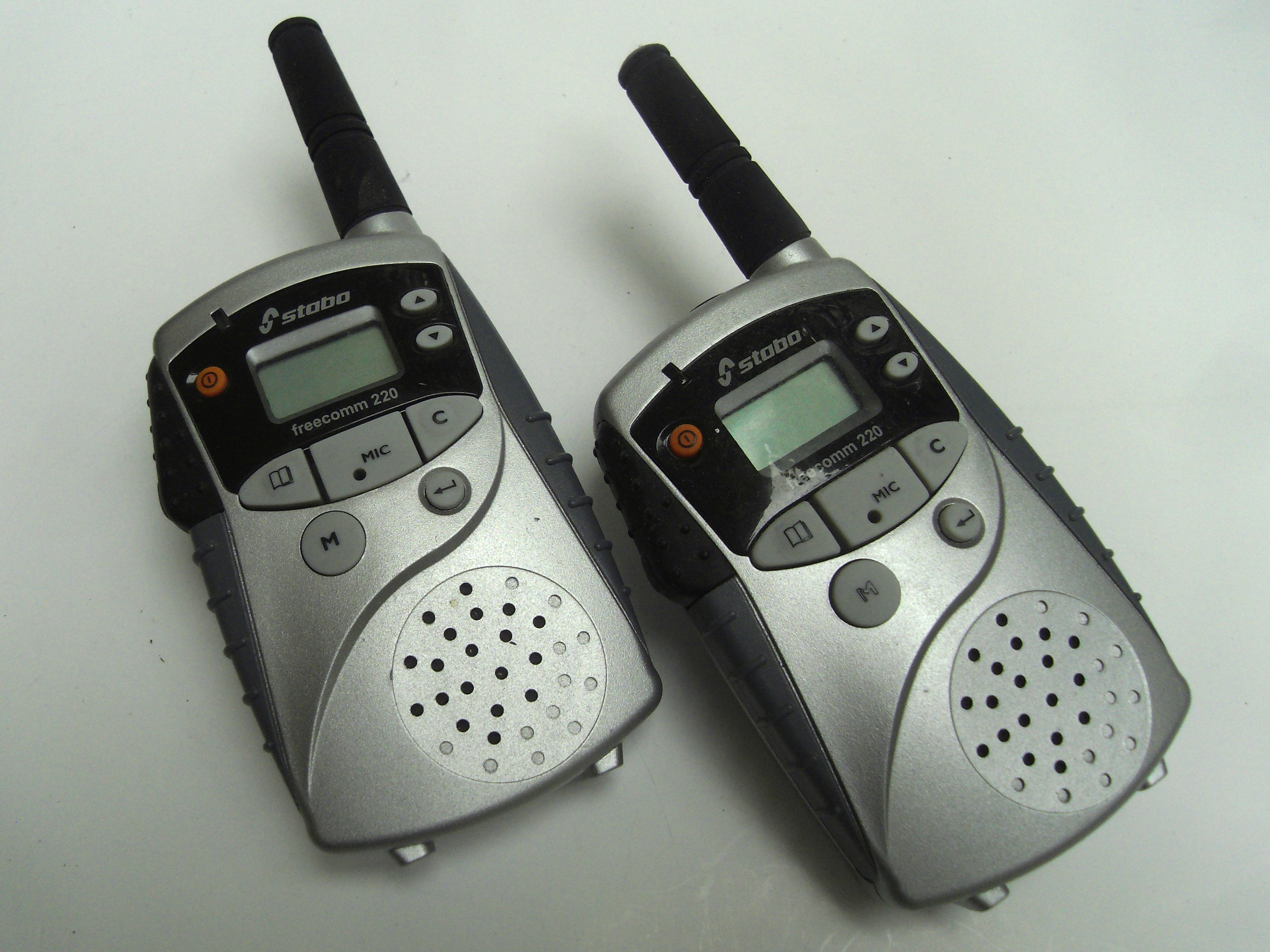
Walkie-Talkies freecomm 220

Das Unternehmen wurde 1962 von Hans Kolbe & Co. (Johannes Kolbe) gegründet und hat seinen Firmensitz in Hildesheim.
Im Jahr 1988 wurde stabo in Deutschland einer breiten Öffentlichkeit durch die Verbreitung des ST930, des ersten schnurlosen Telefons in Deutschland, bekannt. Es wurde durch die Deutsche Bundespost genehmigt.
Anfang 1997 wurde Stabo vom französischen CB-Funk-Hersteller Groupe President Electronics übernommen.
Im Jahr darauf wurde eine 49-prozentige Beteiligung an der in Insolvenz geratenen Firma Albrecht Elektronik erworben. 1999 erwarb Stabo eine Beteiligung an Brüggemann + Schönberger, einem Vertreiber von CB-Funk-Produkten. 2001 kaufte Albrecht Elektronik seine Anteile aufgrund von „grundsätzlichen Differenzen“ zurück.

## Auszeichnungen
Die Fachzeitschrift CB-funk rief ihre Leser jedes Jahr zur Wahl für den sogenannten CB-funk-Oscar auf. Stabo-Funkgeräte wurden zwischen 1992 und 1999 drei Mal ausgezeichnet. Zwei Auszeichnungen gingen an Geräte des Mutterkonzerns President, eine an Albrecht während der Zugehörigkeit zu President.

### CB-Funk-Oscar
- 1992 – Stabo XM 5012
- 1994 – President James
- 1995 – President George FM
- 1997 – Stabo XM 7082 DTMF
- 1998 – Albrecht AE 8000
- 1999 – Stabo XM 8082 DTMF